# Chloroclystis tenuabilis
Chloroclystis tenuabilis là một loài bướm đêm trong họ Geometridae.